# Eupteleaceae
Eupteleaceae is een botanische naam, voor een familie van tweezaadlobbige planten. Een familie onder deze naam wordt algemeen erkend door systemen van plantentaxonomie, en ook door het APG-systeem (1998) en het APG II-systeem (2003).
Het gaat om een heel kleine familie van bomen, die voorkomen in delen van Azië met een gematigd klimaat.
In het Cronquist-systeem (1981) was de plaatsing in een orde Hamamelidales; dit is dezelfde plaatsing als in het Wettstein-systeem (1935).